# Ninh Vũ
Ninh Vũ (chữ Hán giản thể: 宁武县, âm Hán Việt: Ninh Vũ huyện) là một huyện thuộc địa cấp thị Hãn Châu, tỉnh Sơn Tây, Cộng hòa Nhân dân Trung Hoa. Huyện Ninh Vũ có diện tích 1966 km², dân số năm 2003 là 160.000 người. Huyện Ninh Vũ có 4 trấn và 17 hương.
- Trấn: Thành Quan, Dương Phương Khẩu, Đông Trại, Thạch Gia Trang.
- Hương: Hóa Bắc Đồn, Đông Trang, Huy Thuận, Hoài Đạo, Tiết Gia Oa, Sầm Sơn, Ninh Hóa, Đông Mã Phường, Tân Bảo, Xuân Cảnh Oa, Đại Miếu, Tiền Mã Lôn, Hạ Bạch Tuyền, Tây Mã Phường, Dư Trang, 圪Mâu, Điệt Đài Tự, Bàn Đạo Lương.